# Power in Numbers
Albums de Jurassic 5
Quality Control
(2000) Feedback
(2006)
Singles
1. What's Golden
Sortie : 22 octobre 2002
2. Freedom
Sortie : 2 décembre 2003
3. Hey
Sortie : 27 janvier 2004

Power in Numbers est le troisième album studio de Jurassic 5, sorti le 8 octobre 2002.
L'album s'est classé 13e au Top R&B/Hip-Hop Albums et 15e au Billboard 200.
Plusieurs morceaux ont été utilisés dans la bande son de jeux vidéo :
- A Day at the Races dans Tony Hawk's Underground,
- What's Golden dans ATV Offroad Fury 2,
- High Fidelity dans NBA Inside Drive 2004.

## Liste des titres
| No  | Titre                                                    | Contient un (des) sample(s) de | Durée |
| --- | -------------------------------------------------------- | --- | ----- |
| 1.  | This Is                                                  | | 0:53  |
| 2.  | Freedom                                                  | This Feeling (Freedom) de Julius Brockington and The Magic Force | 3:19  |
| 3.  | If You Only Knew                                         | | 3:51  |
| 4.  | Break                                                    | Shop Around de Neil Merryweather et Lynn Carey Why Did You Do It de Stretch Love to Hate de Freddie North Lyrics of Fury d'Eric B. and Rakim Let the Rhythm Hit 'Em d'Eric B. and Rakim | 3:16  |
| 5.  | React                                                    | The Flying Saucer de Buchanan & Goodman Sniper's Snooze de Toshiyuki Miyama & the New Herd                                                                                              | 0:56  |
| 6.  | A Day at the Races (featuring Big Daddy Kane et Percy P) | Urizen de David Axelrod | 4:02  |
| 7.  | Remember His Name                                        | La Lucertola d'Ennio Morricone | 3:44  |
| 8.  | What's Golden                                            | Look Hear de Clive Hicks Prophets of Rage de Public Enemy | 3:08  |
| 9.  | Thin Line (featuring Nelly Furtado)                      | Don't Be Surprised de Lynn Williams Les Fleurs de Minnie Riperton Just a Touch of Love de Slave                                                                                         | 4:45  |
| 10. | After School Special                                     | Ben de Bill Cosby Monkey Bars de Jurassic 5 | 2:41  |
| 11. | High Fidelity                                            | | 3:07  |
| 12. | Sum of Us                                                | Goodnight, Irene du New York Rock Ensemble | 3:28  |
| 13. | DDT (featuring Kool Keith)                               | | 0:42  |
| 14. | One of Them (featuring Juju)                             | Props Over Here des Beatnuts Soundbombing des Dilated Peoples et Tash Wanna Be an MC? de Mykill Miers featuring Freddie Foxxx                                                           | 3:18  |
| 15. | Hey                                                      | | 4:25  |
| 16. | I Am Somebody                                            | Love in Them There Hills de J.J. Band | 4:05  |
| 17. | Acetate Prophets                                         | Golden Scarab de Ray Manzarek | 6:31  |